# 烏克蘭文化

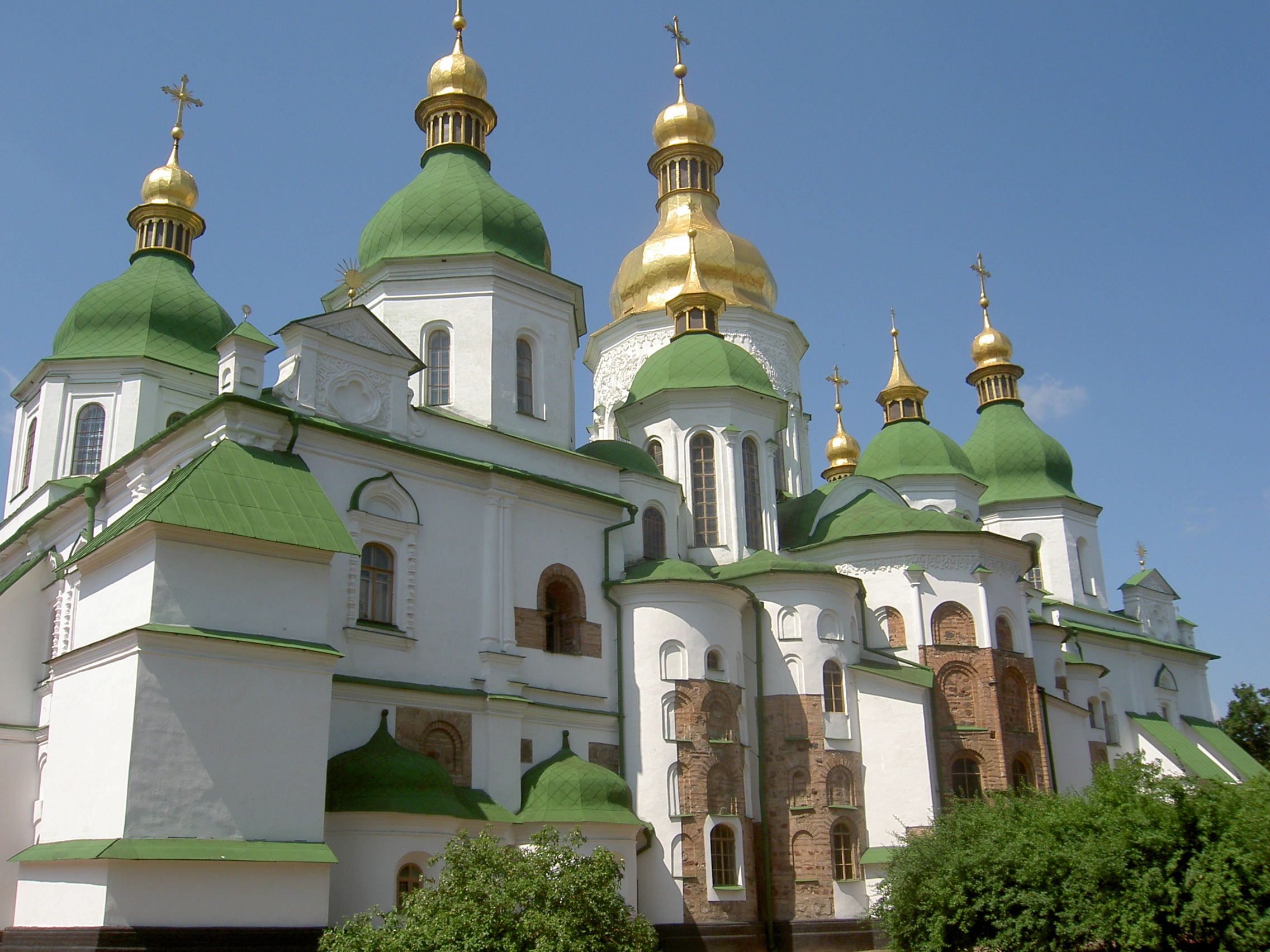
位於基輔的聖索菲亞大教堂

乌克兰居民多信奉东正教和天主教。乌克兰语为官方语言，俄语在乌克兰也有广大的使用人群。但当今乌克兰政府比较注重乌克兰语的推广和普及，特别是在学校教育中（乌克兰语以及乌克兰语少数民族语混合学校的学生占76%，俄语学校的学生占24%），媒体和政府公文上，以及就业上，以此来保证乌克兰的国家和民族认同，维护国家独立和安全，融合俄罗斯少数民族。在苏联时期，俄语学校大约占九成，乌克兰学校占一成，如今却倒过来了。在出版物和媒体上，乌克兰语占有明显的优势。
乌克兰文化璀璨，它的油画、芭蕾、舞蹈和音乐等在国际上享有盛誉。俄罗斯文学之父果戈里从乌克兰走向世界，乌克兰也是托尔斯泰名著《复活》的历史舞台；影响中国几代人的名著《钢铁是怎样炼成的》，其作者奥斯特洛夫斯基也正是乌克兰人。乌克兰有世界闻名的历史文化名城基辅，它被誉为“俄罗斯众城之母”，还有950年的历史的聖索菲亞大教堂。
| 日期       | 名稱                           | 由來                                                 |
| ---------- | ------------------------------ | ---------------------------------------------------- |
| 1月1日     | 新年                           | 西历新年                                             |
| 1月22日    | 统一日                         | 纪念东西乌克兰合并                                   |
| 2月26日    | 抵抗克里米亞與塞瓦斯托波佔領日 | 2021年起                                             |
| 3月8日     | 国际妇女节                     | 国际节日                                             |
| 日期不固定 | 東正教復活節                   | 宗教節日                                             |
| 5月1日     | 国际劳动节                     | 国际节日                                             |
| 日期不固定 | 東正教五旬節                   | 宗教節日                                             |
| 5月9日     | 胜利日                         | 庆祝第二次世界大战中擊敗德意志第三帝國和欧洲战事结束 |
| 6月28日    | 乌克兰行宪紀念日               | 纪念1996年颁布独立后制定的第一部宪法                 |
| 8月24日    | 烏克蘭獨立日                   | 纪念1991年8月24日宣布独立                            |
| 8月24日    | 基辅自由日                     | 纪念苏联红军从德军手中光復基辅                       |
| 10月14日   | 烏克蘭衛士日                   | 紀念歷來保衛烏克蘭的先烈                             |
| 12月25日   | 聖誕節                         | 2023年起，只有12月25日慶祝                           |

## 傳統服飾

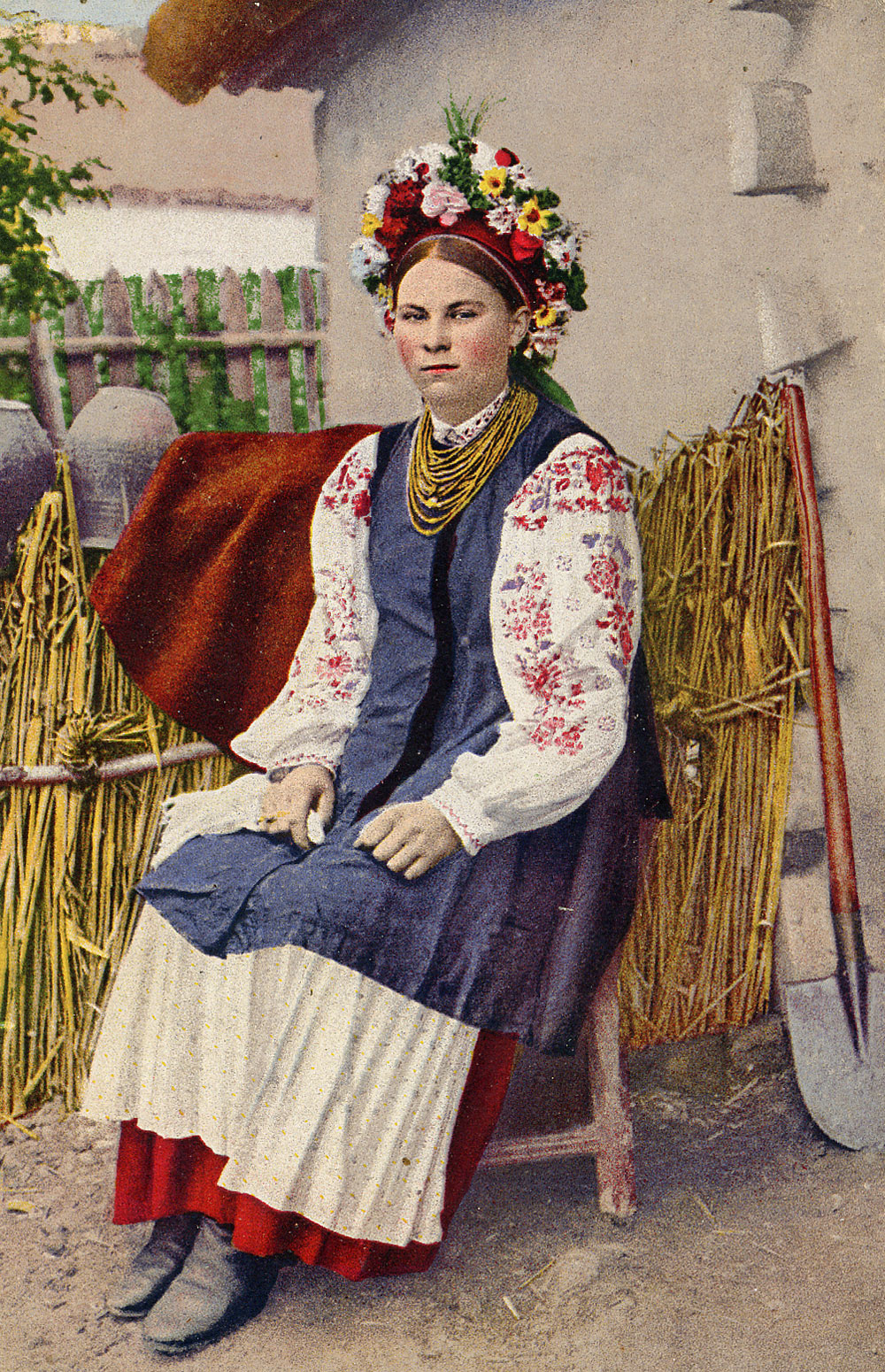
烏克蘭傳統刺繡衫維什萬卡

## 註解
1. ↑   譚武軍，高考只准用乌克兰语 俄语在乌克兰地位急降 Archive.today的存檔，存档日期2009-01-13，环球日报
2. ↑  中华人民共和国外交部网站